# Donald Ogden Stewart
Donald Ogden Stewart (* 30. November 1894 in Columbus, Ohio, USA; † 2. August 1980 in London, England) war ein US-amerikanischer Drehbuchautor, Dramaturg und Schauspieler.

## Leben
Donald Stewart absolvierte die Phillips Exeter Academy im US-Bundesstaat New Hampshire, und anschließend die Yale University in New Haven (Connecticut), an der er 1916 seinen Bachelor in Englischer Sprache erlangte. Danach absolvierte Stewart seinen Militärdienst in der United States Navy und diente als Soldat im Ersten Weltkrieg.
Nachdem er nach Kriegsende knapp zwei Jahre in Europa gelebt hatte, zog Stewart 1920 nach New York City, wo er es zunächst als Börsenmakler versuchte. Da dieser Berufswunsch kläglich scheiterte, begann Stewart Drehbücher und Romane zu schreiben, allerdings zunächst noch ohne den nötigen Erfolg. In New York lernte Stewart auch seine erste Frau Beatrice kennen, die er 1924 heiratete. Die beiden bekamen zwei Söhne, Ames und Donald. 1938 ließen sich Donald und Beatrice scheiden.
Ende 1927 wurde Stewarts erstes Theaterstück, Los Angeles, am Broadway zur Aufführung gebracht, und nur ein Jahr später, 1928, stand er auch als Schauspieler im Stück Holiday auf der Theaterbühne.
1926 wurde Stewarts Stück Brown of Harvard in ein Drehbuch adaptiert und von Regisseur Jack Conway verfilmt. Stewarts Versuche als Schauspieler waren Ende der 1920er / Anfang der 1930er Jahre kaum von Erfolg gekrönt, so dass er sich nun ganz dem Schreiben von Drehbüchern widmete. So schrieb er zusammen mit Harry d’Abbadie d’Arrast und Douglas Z. Doty 1930 das Drehbuch zu Laughter und wurde 1931 zusammen mit seinen Kollegen für den Oscar in der Kategorie Beste Originalgeschichte nominiert. Es sollten zehn Jahre vergehen, bis ihm 1941 erneut eine Oscarnominierung zuteilwurde und er für Die Nacht vor der Hochzeit einen Oscar in der Kategorie Bestes adaptiertes Drehbuch erhielt.
Donald Stewart zeigte sich auch politisch aktiv. Als 1933 in Deutschland Adolf Hitler an die Macht kam, trat er der in den USA aktiven Anti-Nazi League bei, einer Vereinigung, die in der McCarthy-Ära als eine Zelle der Kommunistischen Partei angesehen wurde. Darum geriet Stewart 1951 auch auf die Schwarze Liste. Um Abstand von den Verfolgungen im eigenen Land zu gewinnen, beschloss Stewart, für einige Zeit nach England zu gehen. Hier ereilte ihn der nächste Schicksalsschlag, als er erfuhr, dass das US-Innenministerium seinen Reisepass für nichtig erklärte und ihm eine Einreise in die USA untersagte.
Nachdem er in England für nur eine Handvoll Filme Drehbücher schreiben konnte, setzte er sich mit seiner zweiten Frau Ella, die er 1939 geheiratet hatte, zur Ruhe. Hier schrieb er 1970 auch seine Autobiographie. In London selbst starb Donald O. Stewart im Alter von 85 Jahren an einem Herzinfarkt.

## Filmografie (Auswahl)
Drehbuch
- 1930: Laughter
- 1932: Liebesleid (Smilin’ Through)
- 1933: Dinner um acht (Dinner at Eight)
- 1935: No More Ladies
- 1937: Der Gefangene von Zenda (The Prisoner of Zenda)
- 1938: Die Schwester der Braut (Holiday)
- 1938: Marie-Antoinette (Marie Antoinette)
- 1939: Ruhelose Liebe (Love Affair)
- 1940: Die Nacht vor der Hochzeit (The Philadelphia Story)
- 1940: Fräulein Kitty (Kitty Foyle)
- 1941: Die Frau mit der Narbe (A Woman's Face)
- 1941: Ehekomödie (That Uncertain Feeling)
- 1941: Im Banne der Vergangenheit (Smilin’ Through)
- 1942: Die ganze Wahrheit (Keeper of the Flame)
- 1942: Sechs Schicksale (Tales of Manhattan)
- 1943: Auf ewig und drei Tage (Forever and a Day)
- 1945: Zu klug für die Liebe (Without Love)
- 1947: Liebe in Fesseln (Cass Timberlaine)
- 1947: Unser Leben mit Vater (Life with Father)
- 1948: Edward, mein Sohn (Edward, My Son)

Literarische Vorlage
- 1994: Perfect Love Affair – nach dem Drehbuch zu Ruhelose Liebe

## Auszeichnungen
- 1931: Oscar-Nominierung, Beste Originalgeschichte, für: Laughter
- 1941: Oscar/Bestes adaptiertes Drehbuch, für: Die Nacht vor der Hochzeit (The Philadelphia Story)